# Eduardo Ávila
Eduardo Adrián Ávila Sánchez (* 20. prosince 1985 Ciudad de México) je mexický zápasník – judista, který kvůli své oční vadě startuje převážně v soutěžích parajuda. Je paralympijským vítězem z roku 2008 a 2016.

## Sportovní kariéra
S judem začínal v 8 letech v rodném Ciudad de México pod vedením svého otce, bývalého mexického reprezentanta Hilaria. Kvůli své oční vadě (retinitis pigmentosa) startuje na mezinárodních soutěžích převážně v parajudu. V roce 2008 a 2016 vybojoval na paralympijských hrách zlatou paralympijskou medaili.

## Výsledky
| Turnaj                  | 2008                     | 2009                     | 2010                     | 2011                     | 2012                     | 2013                     | 2014                     | 2015                     | 2016                     |
| Turnaj                  | 23                       | 24                       | 25                       | 26                       | 27                       | 28                       | 29                       | 30                       | 31                       |
| Turnaj                  | lehká a polostřední váha | lehká a polostřední váha | lehká a polostřední váha | lehká a polostřední váha | lehká a polostřední váha | lehká a polostřední váha | lehká a polostřední váha | lehká a polostřední váha | lehká a polostřední váha |
| ----------------------- | ------------------------ | ------------------------ | ------------------------ | ------------------------ | ------------------------ | ------------------------ | ------------------------ | ------------------------ | ------------------------ |
| Olympijské hry          | —                        |                          |                          |                          | —                        |                          |                          |                          | —                        |
| Mistrovství světa       | —                        | úč.                      |                          | —                        | —                        | —                        |                          |                          |                          |
| Panamerické hry         |                          |                          |                          | 7.                       |                          |                          |                          | —                        |                          |
| Panamerické mistrovství | —                        | úč.                      | úč.                      | —                        | —                        | úč.                      | —                        | —                        | —                        |
| Středoamerické a k. hry |                          |                          | 5.                       |                          |                          |                          | —                        |                          |                          |
| Paralympijské hry       | 1.                       |                          |                          |                          | 3.                       |                          |                          |                          | 1.                       |